# Милошевич, Стефан
Стефан Милошевич (серб. Stefan Milošević / Стефан Милошевић, родился 7 апреля 1995 в Пожареваце, по другим данным в Белграде) — сербский футболист, защитник клуба «Явор» (Иваница). Чемпион мира среди молодёжи 2015.

## Биография
Начинал играть в малоизвестном клубе «Рудар» Костолац; затем занимался в школах «Црвены Звезды» и «Партизана». На взрослом уровне провёл три сезона в суботицком «Спартаке» (Сербская суперлига). В июне 2016 года перешёл в «Црвену Звезду», подписав четырёхлетний контракт.
На победном для сербов молодёжном первенстве мира был запасным, один раз (в полуфинале против Мали) вышел на замену.